# Yıldız palota
A Yıldız palota egy oszmán épületegyüttes Isztambul Beşiktaş negyedében, Ortaköy és Balmumcu között, a Boszporusz partján. A palotát II. Abdul-Hamid építette 1880 és 1889 között, bár a csatlakozó 500 000 m²-es kertben állnak korábbi szultánok által épített pavilonok is. Az Eski Saray, a Topkapı palota és a Dolmabahçe palota után ez a negyedik szultáni rezidencia Isztambulban.

## Története
Isztambul meghódítása után ezt a területet Kazancıoğlu-parkként ismerték, valószínűleg I. Ahmed idején lett szultáni birtok. III. Szelim az 1700-as évek végén Yıldız (Csillag) néven pavilont építtetett a parkba édesanyja, Mihrişah válide szultán számára. Erről az épületről kapta később a Yıldız-park nevet a terület. II. Mahmud, I. Abdul-Medzsid és Abdul-Aziz további épületekkel bővítette a parkot az 1800-as években. II. Abdul-Hamid jelentős bővítéseket végeztetett a palotán 1880 és 1889 között.
Az Oszmán Birodalom összeomlása után az épület egy ideig kaszinóként funkcionált, később helyreállították vendégházzá állami vendégek számára. Ma múzeumként látogatható, kertjeit magán-összejövetelekre bérelni lehet.

## Építészeti jellemzők

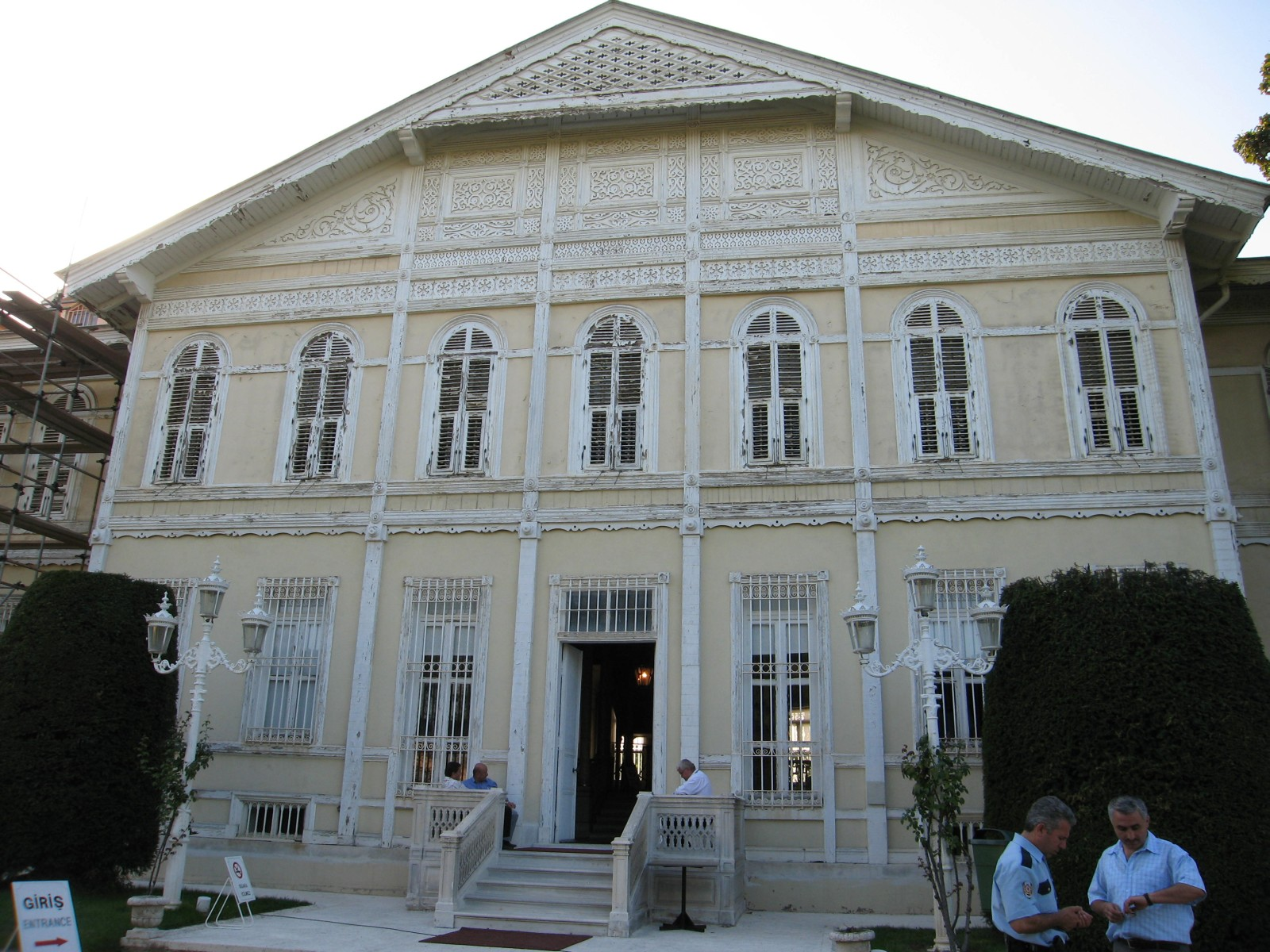
A Yıldız Şale

A palota legnevezetesebb része a Yıldız Şale, mely a svájci chalet-k mintájára épült, oszmán stílusban. Az épület három részből áll, melyek különböző időpontokban épültek, Sarkis Balyan és az olasz Raimondo D'Aronco tervezte. Az épület két szárnya II. Vilmos látogatására készült, mivel az épület fő funkciója az állam vendégeinek elszállásolása volt. Az épület fából és kőből épült, kétszintes, hét bejárattal és pincével is rendelkezik, az ablakokon fa spaletták vannak. Az emeleteket három lépcső köti össze, kettő fából, a harmadik márványból készült. A belső elrendezés kisebb palotára emlékeztető, barokk, rokokó és iszlám művészetre jellemző stílusok keverednek. A Ünnepi teremben egy 406 m²-es Hereke-szőnyeg (híres anatóliai szőnyegtípus), több hatalmas tükör és aranyozott kazettás mennyezet található. Az elegáns bútorok európai országokból származnak.

## Képek

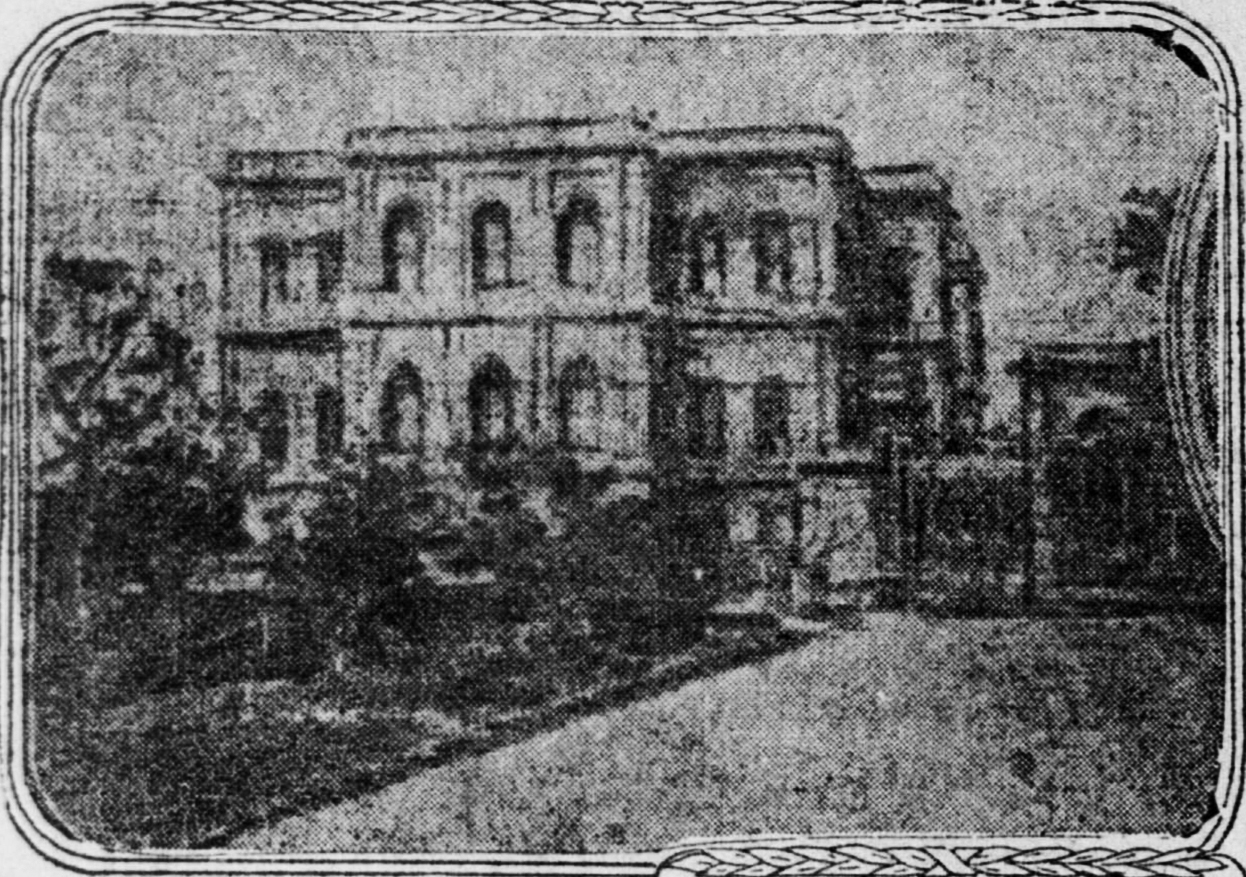
A palota 1909-ben
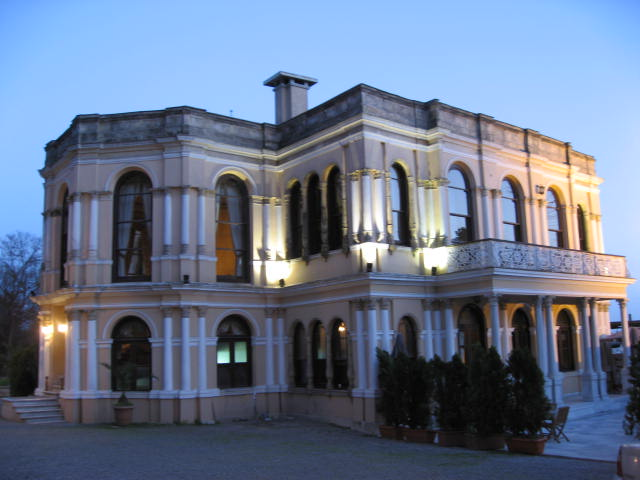
A Malta pavilon